# (6593) 1986 UV
A (6593) 1986 UV a Naprendszer kisbolygóövében található aszteroida. Zdenka Vávrová fedezte fel 1986. október 28-án.